# Man (Unix)

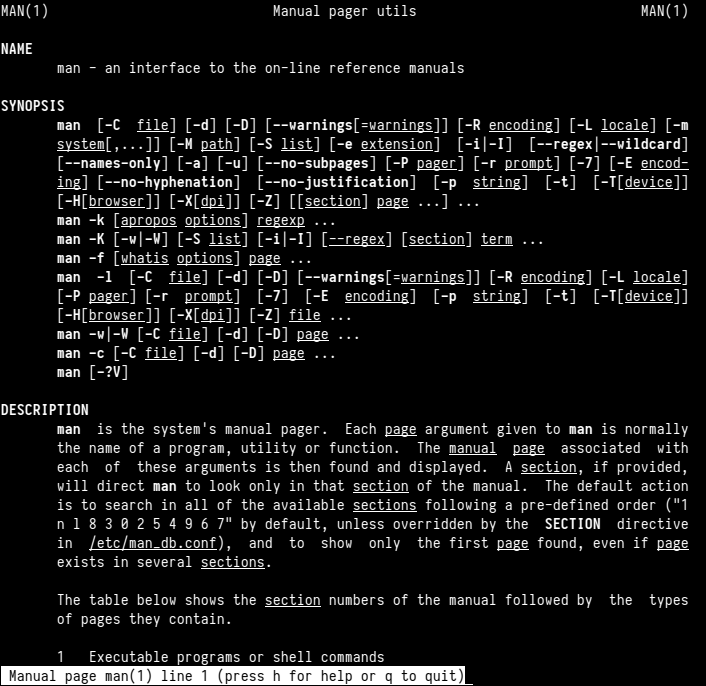
Egy man kézikönyv lapja (a man parancsról)

A man page (a manual page rövidítése, magyar gyakorlatban elterjedt a referencia kézikönyv név is) egy súgó (help) rendszer, amelyet a „man” (manual pages – referencia kézikönyv) utasítással hívhatunk elő. A man kézikönyv olyan, mint egy valódi kézikönyv: referencia jellegű, az egyes parancsok, függvények, fájlformátumok (legfeljebb néhány oldal terjedelmű) rövid, de pontos ismertetésével.

## Történet
A UNIX Programmer's Manual először 1971. november 3-án jelent meg. Ennek a szerzői Dennis Ritchie és Ken Thompson, Doug McIlroy felkérésére. A man lapok makróit Ted Dolotta készítette (aki később a USG első menedzsere és a System III könyv főszerzője lett).
A man kézikönyv minden rendszeren elérhető, és napjainkban is elterjedten használt az egyszerűsége és megbízhatósága miatt. Kevés alternatív változat létezik, ilyen például a texinfo, ami a legrégebbi és legegyszerűbb hipertext rendszer, nem mellesleg a mögöttes TeX miatt nyomdai minőségben is képes nyomtatni. A Linux GUI rendszerek megjelenésével a dokumentáció HTML formátumban is elérhető.

## A kézikönyv felépítése
A man referencia kézikönyv fejezetekből, alfejezetekből (vagy más néven alcsoportokból) áll. Tartalmazza továbbá az egyes parancsok lapjait, valamint a találathoz hasonló parancsok permutált indexét (egy rövid tárgymutatószerű hivatkozást).
Általában a referencia kézikönyv oldalai angol nyelven vannak írva, de a legtöbb rendszerben más nyelven is elérhető, sőt jelentős mennyiségű magyar fordítás is készült.

### Fejezetek
A referencia kötetek anyaga hagyományosan nyolc fejezetre tagolódik, ezek a következők:
| Fejezet | Leírás |
| ------- | --- |
| 1       | A shellből kiadható, a felhasználó által meghívható parancsok (segédprogramok, utility-k).                                                                  |
| 2       | Rendszerhívások. A UNIX kernel számára kiadható rendszerhívások gyűjteménye, C nyelvi szintaxis szerint megadva, ahogyan egy C nyelvű programból hívhatóak. |
| 3       | Szubrutinok. A standard és opcionális rendszerkönyvtárak rutinjai, például sztringkezelés, matematikai vagy képernyővezérlő rutinok.                        |
| 4       | Állományformátumok. |
| 5       | Vegyes szolgáltatások, állomány és adatformátumok. |
| 6       | Számítógépes játékok és képernyőfrissítők. |
| 7       | Perifériaállományok, a fizikai perifériákat reprezentáló fájlok struktúrája, és a megfelelő eszközmeghajtó (device driver) vezérlő parancsok.               |
| 8       | Rendszeradminisztráció és karbantartás. Parancsok és daemonok.                                                                                              |

### Alfejezetek, alcsoportok
A fenti fejezeteken belül gyakran alcsoportok is megtalálhatóak, például 3M jelöli a 3. fejezet matematikai szubrutinjait, 3N a hálózatiakat és így tovább. Az irodalomban az egyes parancsokra való hivatkozásnál zárójelek között rendszerint megadják, hogy a parancs a referencia kézikönyv melyik fejezetében található, például ls(1) azt jelenti, hogy az ls parancs a man referencia kézikönyv első fejezetében található.

### Indexek
A referencia kézikönyvek elején gyakran található egy úgynevezett permutált index, amely különösen akkor tehet jó szolgálatot, ha egy konkrét feladat megoldásához van szükség programra. A permutált indexben minden egyes UNIX parancs szerepel egy egysoros leírás erejéig, de az index minden egyes parancsismertető sor minden egyes szava szerint rendezett, s így tárgymutatóként használva pillanatok alatt megtalálhatóak azok a parancsok, amelyek leírásában az általunk keresett szó szerepel.

### Egy kézikönyvlap felépítése
Egy parancs leírása a kézikönyv egy lapján jelenik meg.
Minden man kézikönyv lapján a következő tartalmi elemek szerepelnek:
| Szekció            | Angolul       | Leírás |
| ------------------ | ------------- | --- |
| Fejléc             |               | Minimális esetben az megjelenített parancs nevét és zárójelben a kézikönyv fejezetszámát tartalmazza                           |
| NÉV (szakaszcím)   | NAME          | - a megjelenített téma neve és egysoros leírása                                                                                |
| ÁTTEKINTÉS         | SYNOPSYS      | A téma nevét és kapcsolóit adja meg                                                                                            |
| LEÍRÁS             | DESCRIPTION   | A téma részletes leírása |
| OPCIÓK             | OPTIONS       | A téma (parancs) paramétereinek, kapcsolóinak részletes felsorolása és hatásainak bemutatása                                   |
| VISSZATÉRÉSI ÉRTÉK | RETURN VALUES | A program vagy függvényhívás visszatérési értéke. Megállapodás szerint a void() értéket is jelölni kell. A szekció elmaradhat. |
| KÖRNYEZET          | ENVIRONMENT   | A hatásos környezeti változók felsorolása és leírása                                                                           |
| FÁJLOK             | FILES         | A téma által használt (ideiglenes és konfigurációs) fájlok nevei. A szekció elmaradhat.                                        |
| PÉLDÁK             | EXAMPLES      | A téma megértését megkönnyítő példák, ha szükség van rájuk. Elhagyható.                                                        |
| DIAGNOSZTIKA       | DIAGNOSTICS   | Tesztelési, diagnosztikai információk, amennyiben szükségesek. Elhagyható.                                                     |
| SZABVÁNYOK         | STANDARDS     | Szabványok/platformok ismertetése, ha esetleges korlátozás is fennáll.                                                         |
| LÁSD MÉG           | SEE ALSO      | A témához kapcsolódó további témák felsorolása                                                                                 |
| HIBÁK              | BUGS          | Az ismert hibák felsorolása. Ideális esetben ez a szekció üres.                                                                |
| FORDÍTÁS           | AUTHOR        | Információk a nyelvi változatokról, pl. fordító személy, stb.                                                                  |
| Lábléc             |               | Opcionális információkat tartalmazhat. Nem kötelező.                                                                           |

## Használata
Egy Unix parancsról részletesebb információkat man kézikönyvből lehet lekérdezni:
```
man
 
<parancs_neve>

```

Például a
```
man
 
ls

```

a lemezkatalógus használatának leírását adja meg. Magáról a man parancsról is létezik kézikönyvoldal:
```
man
 
man

```

A referencia kézikönyv egy fejezetére hivatkozni a man parancsban a kért lap (manual page) elé írt fejezetszámmal lehet.
Például létezik a chown utasítás mellett chown rendszerhívás is. Az első fejezetben található chown utasításról a
```
man
 
1
 
chown

```

parancs, míg a chown rendszerhívásról a
```
man
 
2
 
chown

```

ad leírást.
A man parancs kimenete a troff tördelőprogram segítségével kulturáltan, képernyőoldalakra tördelve jelenik meg: sorkizárt 80 karakter széles, tagolt szöveg. Általában a szóköz billentyűvel lapozhatunk előre egy képernyőoldalnyit, „b”-vel (back – vissza) lapozhatunk vissza, „Enterrel” görgethetünk csak egy sort, és „q”-val (quit) léphetünk ki. A „h”-val (help) a lapozó program parancsairól kérhetünk gyors segítséget.
Minden manual oldalnak van egy egysoros címe, ezekben keresni lehet a
```
man
 
-k
 
lisp

```

paranccsal: ekkor kilistázódnak azok a manual oldalcímek, amelyek tartalmazzák a keresett lisp szót – először a címhez tartozó címszót, aztán zárójelben a fejezet számát, végül az oldal rövid leírását kapjuk meg.

### Átirányítások
Alapértelmezés szerint a man parancs a képernyőre ír. Lehetőség van a megjelenített kimenet szövegfájlba való átirányítására. A következő példa a man parancs leírását a kimenet.txt nevű állományba irányítja át:
```
man
 
man
 
|
 
col
 
-b
 
>
 
kimenet.txt

```

A troff használatával PostScript kimenet is létrehozható, ez utóbbi PDF formátumba konvertálható a Ghostscript csomaggal:
```
 
man
 
-t
 
foo
 
|
 
ps2pdf
 
-
 
kimenet.pdf

```